# بولبوفیلوم
بولبوفیلوم (نام علمی: Bulbophyllum) نام یک سرده از زیرخانواده رودرخت‌واران است.